# Qiaodong
Qiaodong (en chino, 桥东; pinyin, Qiáodōng) es un distrito urbano bajo la administración directa de la Prefectura Zhangjiakou  en la Provincia de Hebei, República Popular China.  Su área es de 412 km² y su población total para 2010 superó los 339 mil habitantes. 

## Administración
Desde julio de 2023, el  Distrito Qiaodong   se divide en pueblos que se administran en 7 subdistritos, 3   poblados y 1 villa.

## Toponimia
El topónimo Qiaodong [/chiáo-dong/] significa ' oriente del puente'. Durante el reinado Wanli de la dinastía Ming (1600), se construyó el Puente Pudu (普渡桥) sobre el río Qingshui (清水) , de allí surgieron los nombres de los distritos Qiaodong ([lado] oriental del puente) y Qiaoxi ([lado] occidental del puente). Por lo tanto, el área está ubicada en la mitad oriental de la ciudad de Zhangjiakou y en el lado oriental del río Qingshui.